# Pindstrup Kirke
Pindstrup Kirke, Marie Magdalene Sogn, Sønderhald Herred i det tidligere Randers Amt.

## Kirkens historie
Da Pindstrup by fik vokseværk på grund af oprettelsen af Pindstrup Mosebrug i begyndelsen af 1900-tallet, opstod der naturligvis ønske om at få sin egen kirke i byen. Pindstrup hører under Marie Magdalene Kirke, der ligger ca. 4 km mod øst. I første omgang ombyggede man et gammelt missionshus, som blev taget i brug som kirke i 1949. Næste skridt blev anlæggelse af en kirkegård som blev indviet 1955. Først i 1968 fik man opført en ny kirkebygning i Pindstrup.

## Kirkebygningen
Opgaven med at tegne kirken blev lagt i hænderne på den kendte Aarhus-arkitekt C.F. Møller. Han skabte en kirke, der i sin udformning med skib og kor og tårn ligger tæt op af traditionen. I sit udtryk er det dog en moderne bygning. Materialerne er hvidmalede betonblokke og partier tækket med cedertræsspåner. Til højre for indgangsdøren er der indmuret 5 munkesten fra moderkirken i Marie Magdalene.
Alterudsmykningen er et krucifiks udført i 1971 af Robert Jacobsen.
Kirken blev 1997 udsmykket med glasmosaikker udført af kunstneren Peter Brandes.